# Minera Escondida
La Minera Escondida Ltda. es una empresa minera dedicada a la extracción de cobre desde los yacimientos que ha recibido en concesión en la Región de Antofagasta, Chile. El yacimiento geológico principal que explota es La Escondida, la mina a tajo abierto que más cobre produce en el mundo (la de mayor tamaño es Chuquicamata) y que se encuentra ubicada a 170 km al sureste de la ciudad de Antofagasta. 
El principal producto de la empresa es el concentrado de cobre, los cátodos del mismo material, obtenidos del yacimiento tras el movimiento de más de 350 millones de toneladas de material al año. La construcción de la mina se inició en agosto de 1988, e inició sus procedimientos en noviembre de 1990.
Es una mina de cielo abierto.
Desde 2014 su actual director ejecutivo es Hilmar Rode.

## Producción

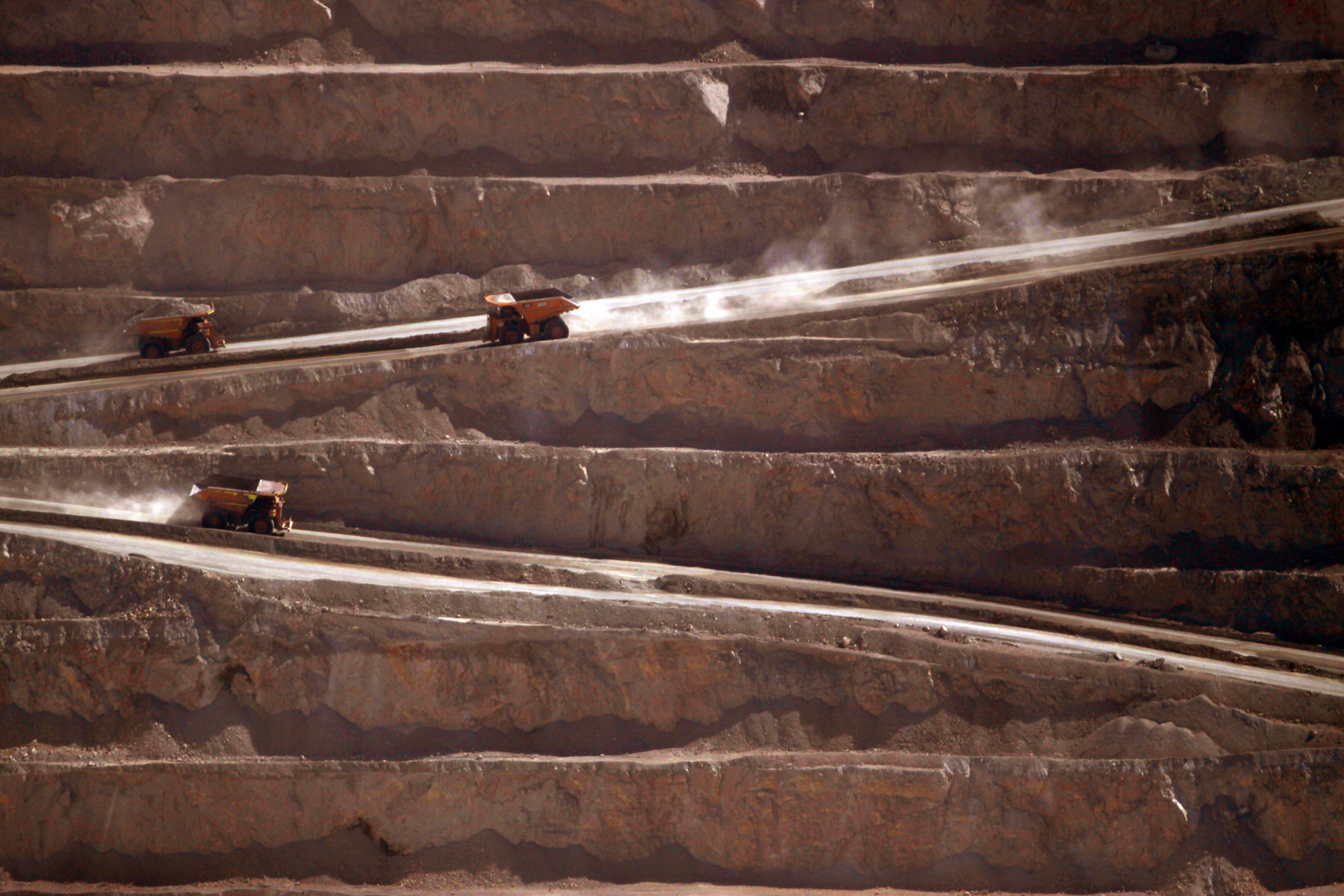
Camiones dentro de la mina La Escondida, yacimiento de la empresa.

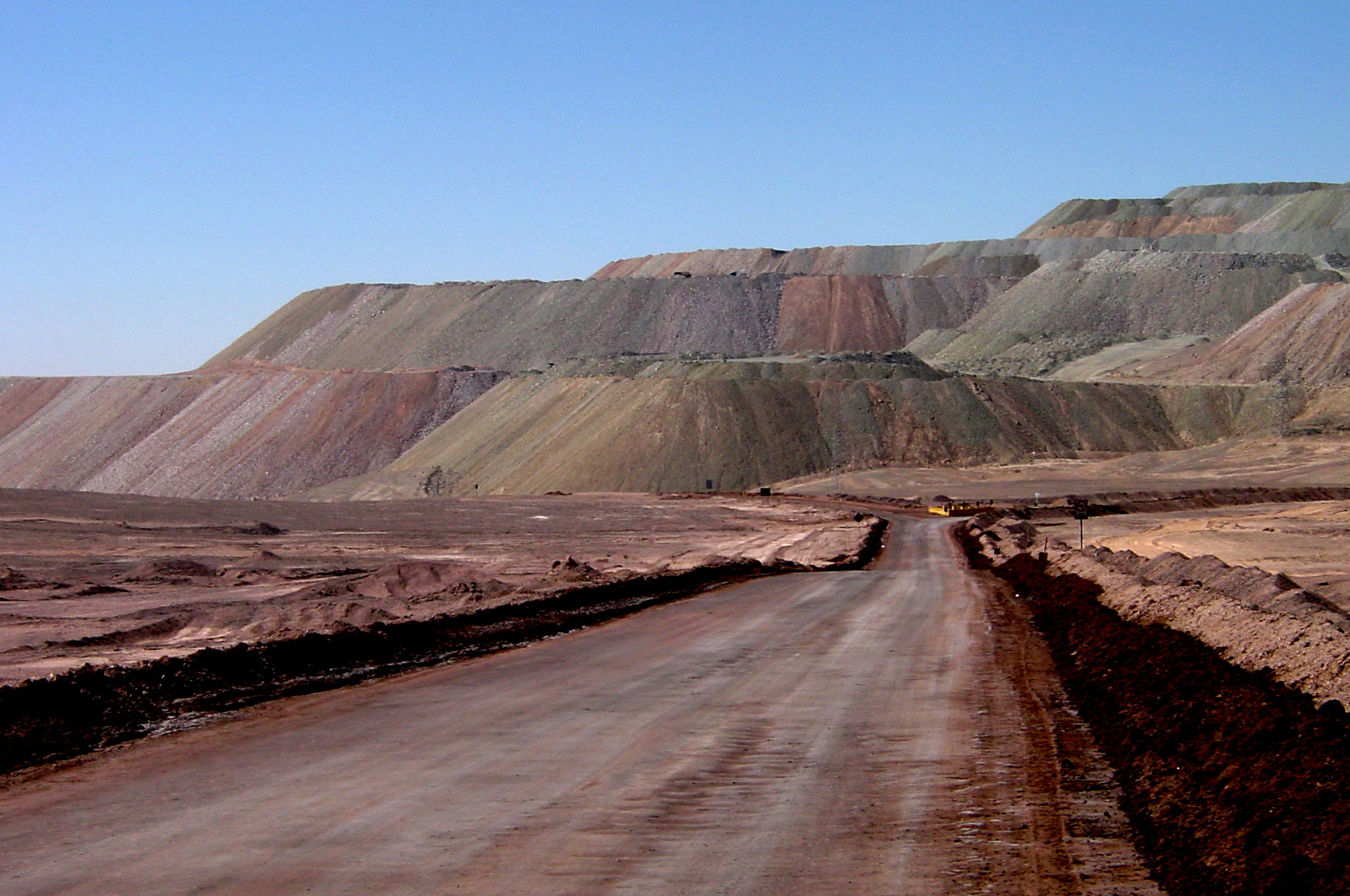
Mina La Escondida.

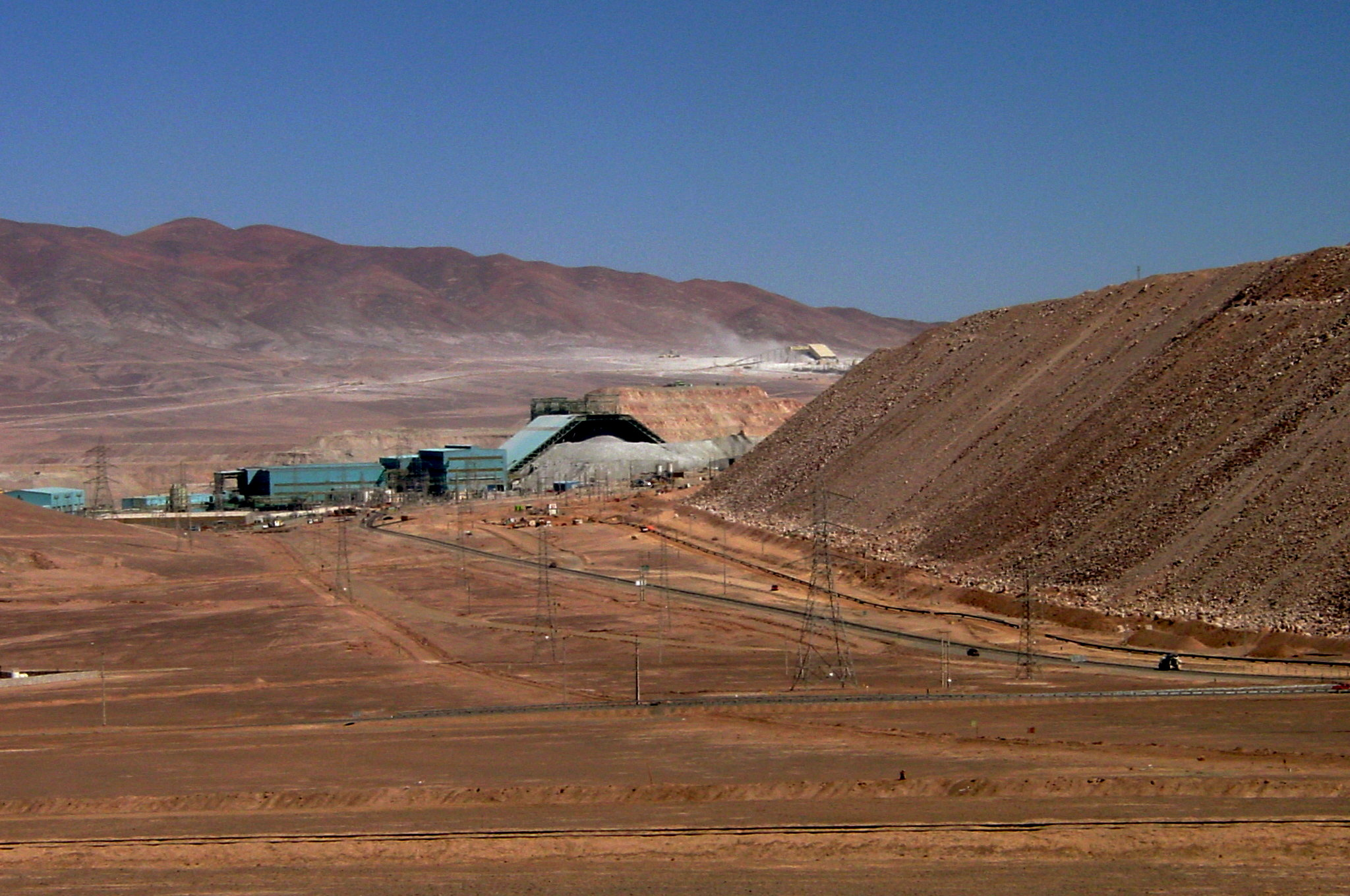
Planta concentradora los Colorados en la Mina La Escondida

Los datos de la producción de la Escondida en miles de toneladas de cobre fino son los siguientes:

Esquema del funcionamiento de la mina Escondida. Fuente: Dafne Celis Sepúlveda.

| Año                  | producción Escondida | Total producción de Chile | % de producción de Chile |
| -------------------- | -------------------- | ------------------------- | ------------------------ |
| 1990                 | 8,9                  | 1588,4                    | 0,6 %                    |
| 1991                 | 298,4                | 1814,3                    | 23 %                     |
| 1995                 | 466,9                | 2488,6                    | 18,8 %                   |
| 2000                 | 916,6                | 4602,0                    | 19,9 %                   |
| 2005                 | 1271,5               | 5320,5                    | 23,9 %                   |
| Promedio 1990 a 2005 | 719,6                | 3515,3                    | 19,6 %                   |

## Capital social
La Minera Escondida, como sociedad de responsabilidad limitada, tiene su propiedad distribuida de la siguiente forma: BHP Billiton (57,5%), Rio Tinto PLC (30%), JECO Corporation (consorcio japonés liderado por Mitsubishi Corporation) (10%) y JECO 2 Ltd., (2,5%).

## Huelga de 2006
De acuerdo con la ley laboral chilena, la empresa tenía este año como plazo para iniciar las negociaciones con los sindicatos acerca del nuevo contrato colectivo de trabajo. Pese a los intentos de acercamiento, las pretensiones de aumento salarial de los trabajadores -impulsadas por el extraordinario valor alcanzado por el metal a lo largo del año 2006- se encontraban lejos de lo ofrecido por la compañía. Haciendo uso de su derecho, los sindicatos votaron por la huelga legal, efectiva desde el día 7 de agosto. Pese a los intentos de acercamiento entre las partes, los trabajadores reclaman que las millonarias ganancias que ha tenido la empresa no les llegan a ellos. 
Como efecto secundario de la huelga, se ha producido una fuerte presión al alza del valor de los minerales relacionados con la explotación, principalmente el cobre, el molibdeno y el níquel, llegando a muy altos valores.
El 1 de septiembre se firmó en Antofagasta un contrato colectivo que estableció un reajuste de las remuneraciones de 5% y bonos por 9 millones de pesos a cada uno. Este contrato regirá hasta el 2009